# فرد غاردينر
فرد غاردينر هو محامي وسياسي كندي، ولد في 21 يناير 1895 بتورونتو في كندا، وتوفي بنفس المكان في 22 أغسطس 1983. انتخب Chairman of the Municipality of Metropolitan Toronto ‏.